# Arpa paraguaya
El arpa paraguaya (en guaraní Paraguái ysapu), es un instrumento musical característico del Paraguay, fruto de la confluencia de las culturas musicales europea y guaraní.
Derivada del arpa angular clásica introducida durante la colonización española en las misiones jesuíticas guaraníes, ubicadas en la Provincia jesuítica del Paraguay, inicialmente perteneciente al Virreinato del Perú y luego al Virreinato del Río de la Plata, y cuyas ruinas se encuentran en los actuales territorios de Argentina, Brasil y Paraguay. Los sacerdotes de la Compañía de Jesús introdujeron este instrumento en la mencionada zona a fines del siglo XVII, y fueron ellos junto con los guaraníes quienes modificaron el arpa clásica de modo tal que resultara algo más pequeña -con el fin de ser interpretada por un músico sentado-, construida íntegramente de madera y con el agregado de cuerdas (generalmente 36 cuerdas, aunque las hay de 32, 38, 40 y 43).
El arpa paraguaya es el instrumento nacional de Paraguay, debido a la especial importancia cultural que la misma adquirió allí, no solo en el diseño del instrumento, sino también por la especialización de los luthiers, el estilo propio de ejecución, que incorpora formas de arpegios y glissandos que no eran usuales en el arpa llanera; la popularidad y masividad de los ejecutantes y la creación de temas compuestos especialmente para ser interpretados en arpa paraguaya, como el célebre "Pájaro campana". Fuera de Paraguay, el arpa paraguaya también tiene un desarrollo de importancia en ciertas regiones de Argentina, Chile (donde se conoce con el nombre de «arpa chilena»), Uruguay e incluso Japón.
Entre sus máximos ejecutantes se encuentran Félix Pérez Cardozo, Digno García, Luis Bordón, Lupo Encina, Gilberto Piedras, Celso Duarte y Celso Duarte (hijo), Ismael Ledesma y Nicolasito Caballero, entre otros.

## Historia
Derivada del arpa angular clásica introducida en la Misiones jesuíticas guaraníes por los jesuitas, fue modificada por los músicos guaraníes de modo tal que resultara algo más pequeña -con el fin de ser interpretada por un músico sentado-, agregándole cuerdas (generalmente 36 cuerdas, aunque las hay de 32, 38 y 40). Un temprano documento de la presencia del arpa en el Paraguay es el "Ángel arpista", uno de los célebres "ángeles musiqueros" del friso que se encuentra sobre la puerta principal de la iglesia de la misión jesuítica de Santísima Trinidad del Paraná (1706-1776). Según el padre jesuita Matías Strobel, fue el padre Antonio Sepp quien introdujo el arpa en las misiones jesuíticas, haciéndolo en 1691 en la Reducción de Yapeyú, actualmente en territorio de la provincia argentina de Corrientes.

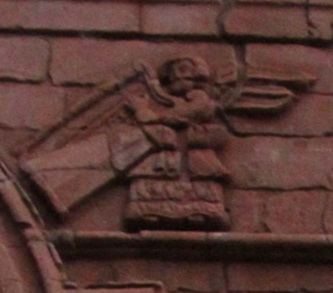
Ángel arpista, uno de los célebres "ángeles musiqueros" del friso sobre la puerta principal de la iglesia de la Misión jesuítica de Santísima Trinidad del Paraná (1706-1776), en Paraguay.

Luego de que el Rey de España expulsara a los jesuitas del Imperio Español en 1767, la utilización y construcción de arpas decayó, quedando encapsulada en el folklore del Departamento de Guairá, durante más de un siglo. 
La reaparición del arpa paraguaya comenzó en la primera mitad del siglo XX, en gran medida de la mano de las innovaciones y la popularidad que alcanzó el arpista Félix Pérez Cardozo, vecino de la por entonces llamada ciudad de Hyaty, que modificó la colocación de las cuerdas para que salieran desde el centro del cabezal al que le diseñó una curvatura, acortó la caja, y le agregó cuatro cuerdas, de modo que sumaran 36, definiendo así la identidad del arpa paraguaya. Justo González, de Arroyito, fue el carpintero luthier que realizó la primera arpa siguiendo las instrucciones de Pérez Cardozo. En 1931 Pérez Cardozo se trasladó a Buenos Aires dando inicio a la difusión internacional del arpa paraguaya. En 1953 la ciudad de Hyaty adoptaría el nombre de Félix Pérez Cardozo y en 2007, la Ley N.º 3844/09 declaró la ciudad como “Cuna Nacional del Arpa Paraguaya”. El máximo representante del folklore argentino, Atahualpa Yupanqui, compuso en su honor la «Canción del arpa dormida».
Abel Sánchez Jiménez le agregó otras dos cuerdas, elevando la cantidad a 38, introdujo unos pequeños "taquitos" para hacer medios tonos mediante la presión de las cuerdas contra ellos y colocó cuerdas dobles, con sonidos naturales de un lado y bemoles del otro.
El arpa paraguaya adquirió prestigio mundial junto a la difusión global de la música folklórica paraguaya, a partir de mediados de la década de 1940. En 1946 el arpista Digno García -que se haría famoso por el tema "La cascada"-, integró el conjunto Los Guaireños, liderado por Gumercindo Ayala Aquino, junto a Patricia Ayala, Humberto Barúa y Luis Osmer Meza, que en la década de 1960 sería mundialmente famoso como Luis Alberto del Paraná. Los Guaireños visitaron con enorme éxito, México, todos los países centroamericanos y el Carib e.
En 1948 Albino Quiñónez fue el primer músico en interpretar el arpa paraguaya en Europa, con el Trío Olímpico, integrado también por Emigdio Ayala Báez y Eladio Martínez. Le siguió en 1952 Gerardo Servín con Los Guaraníes y finalmente en 1954 se produciría el boom de la música y el arpa paraguaya con el grupo Los Paraguayos, integrado por Luis Alberto del Paraná, Digno García y Agustín Barboza.
Las arpas paraguayas están afinadas cinco medios tonos más altos que las arpas clásicas, marcando con rojo las cuerdas de la nota Fa y con azul las cuerdas de las notas Si, o en algunos casos la nota Do.

## Intérpretes
La mayoría de los ejecutantes destacados del arpa paraguaya son paraguayos: José del Rosario Diarte, Félix Pérez Cardozo, Martín Portillo, Digno García, Luis Bordón, Celso Duarte, Ismael Ledesma y Nicolasito Caballero, entre otros.
Fuera de Paraguay algunos de los tañedores destacados son: Ricardo González y Amadeo Monges (h) en Argentina, Hugo Silva de Los Cuatro Hermanos Silva y Alberto Rey del dúo Rey-Silva en Chile, y Aníbal Sampayo en Uruguay.

## Composiciones musicales
La importancia del arpa paraguaya en el Paraguay, llevó a que se crearan temas musicales compuestos para ser interpretados en el instrumento, algunos de los cuales han adquirido el rango de clásicos latinoamericanos, como el célebre "Pájaro campana" (anónimo). The Rolling Stones una parte de Pájaro campana en la canción "On with the Show" (Their Satanic Majesties Request, 1967), con la ejecución del arpa por Brian Jones, influenciado por el arpista paraguayo Luis Alberto del Paraná, admirado por entonces en Inglaterra y el resto de Europa.
Otros temas clásicos compuestos para arpa paraguaya son "Carreta Guype" (José del Rosario Diarte), "Misiones ñu" (José del Rosario Diarte), "Misionera" (Fernando Bustamante), "El tren lechero" (Félix Pérez Cardozo) -inspirado en el primer tren latinamericano, uno de los orgullos del Paraguay-, y "Cascada" (Digno García) -inspirado en las Cataratas de Iguazú-.

## Día Nacional del Arpa Paraguaya
Por decreto N.º 17488 del año 1997, el 9 de junio quedó establecido como el «Día Nacional del Arpa Paraguaya», en conmemoración del fallecimiento del compositor e intérprete de arpa paraguaya Félix Pérez Cardozo.

## Arpa chilena
En Chile se conoce popularmente a este instrumento como arpa chilena. El arpa paraguaya fue introducida en Chile por el cantautor y folclorista Alberto Rey a mediados del siglo XX, popularizándose rápidamente su uso entre los arpistas chilenos. Previo a ello, en el país se había desarrollado un instrumento conocido como «arpa campesina» cuyo uso inicialmente se limitaba a eventos religiosos, aunque después se extendió a celebraciones y festividades rurales, pasando a formar parte del folclore chileno. La introducción del arpa paraguaya llevaría al reemplazo de su antecesora debido a ventajas comparativas que presentaba la estructura del instrumento, aunque esta seguiría siendo conocida bajo la denominación de «arpa chilena».
Las particularidades de la música folclórica chilena han llevado a ciertas adaptaciones del arpa paraguaya. Según el profesor de música Juan Tobar, el arpa chilena tiene una estructura que permite tensar más las cuerdas, logrando así «un sonido más denso y profundo en los bajos».
Entre los interpretes más destacados del arpa chilena se cuentan a Margot Loyola, Petronila Orellana y Hugo Lagos Arellano.